# 유강 (정도공왕)
한 공황(恭皇) 또는 정도공왕 유강(定陶恭王 劉康, ? ~ 기원전 23년)은 원제의 서자이며, 부소의의 아들이다. 사후 아들 유흔(劉欣)이 성제의 뒤를 이어 애제로 즉위하면서, 공황(恭皇)으로 추존되었다.

## 생애
영광 3년(기원전 41년) 3월에 제양왕에 봉해졌으며, 이후 산양·정도(定陶)로 봉지를 전전하였다. 이복 형 한 성제 때에 정도왕이 되어 이후 정도왕으로 재직하였다.
유강은 본래 다재다능하며 특히 음률에 밝았기 때문에, 음악을 좋아하던 원제의 총애를 받았다. 원제가 위독해졌을 때는 부소의와 함께 곁을 지켰고, 이 때문에 왕황후와 황태자는 거의 뵙지를 못할 지경이었다. 원제는 황태자를 폐위하려 하였으나, 시중 사단이 간언하였기 때문에 그만두었다.
황태자가 즉위한 후(성제), 유강은 원제 생전에 총애를 받았기 때문에 후하게 대접받았다.
양삭 2년(기원전 23년)에 죽었으며, 시호를 공(恭)이라 하였다. 작위는 아들 유흔이 이었다.
유흔은 훗날 성제의 양자로 들어가 황태자가 되었고, 성제 붕어 후 황제로 즉위하였다(애제). 애제는 선제의 서손 초사왕의 아들 중 한명인 유경을 정도왕으로 봉하고 그의 제사를 받들게 했다. 그뒤 애제는 유강을 다시 공황(恭皇)이라 칭하여, 황제와 대등하게 종묘를 세웠다.

## 가계
- 부황 : 원제
- 모후 : 부소의, 부태후로 격상
- 부인 : 정도왕후 장씨, 자녀 없음
- 후궁 : 정희(丁姬, ? - 기원전 5년), 정도태후로 격상
  - 아들 : 애제
- 이복 형 : 성제

## 출전
- 반고, 《한서》 권14 제후왕표

|  | 제1대 전한의 제양왕 기원전 41년 3월 ~ 기원전 33년 | 후임 (폐지) |

| 전임 (복국) (102년 전) 산양애왕 유정 | 제2대 전한의 산양왕 기원전 33년 ~ 기원전 25년 4월 | 후임 (폐지) |

| 전임 (복국) (23년 전) 유오 | 제2대 전한의 정도왕 기원전 25년 4월 ~ 기원전 23년 | 후임 유흔 |